# Луиджи Пирандело
Луиджи Пирандело (на италиански: Luigi PIrandello) е италиански драматург, писател, поет и белетрист. През 1934 г. му е присъдена Нобеловата награда за литература за смелото и брилянтно обновление, което налага в драмата.
Творбите му включват стотици кратки разкази, няколко романа и около 40 пиеси, някои от които написани на сицилиански. Неговите трагикомедии често са считани за предшественици на Абсурдисткия театър.

## Биография и творчество

### Произход и детство
Пирандело се ражда в семейство от висока класа в село с любопитното име Kaos (Chaos), което се превежда хаос. Това е бедно предградие на град Агридженто, разположен в Южна Сицилия.
Баща му, Стефано, принадлежи към богато семейство, което се занимава с търговия на сяра, а майка му, Катерина Ричи Грамито, също е от добро буржоазно семейство. И двата рода са настроени против френската династия на Бурбоните и активно участват в борбата за обединение на Италия (Рисорджименто).
Баща му участва в така наречената „Експедиция на хилядата“, а по-късно става съратник на Гарибалди в битката при Аспромонте. Катерина Ричи, която тогава тъкмо е навършила 13 години, е принудена да последва баща си в Малта, който е изпратен на изгнание от Бурбоните. Всички тези събития предизвикват гняв у Катерина и недоволство от заобикалящата я реалност, създадена от Обединението. Пирандело впоследствие също ще възприеме тези чувства и ще ги изрази в някои от своите поеми, както и в романа си „Старите и младите“.
Вероятно това усещане за разбити илюзии е запечатало в ума на младия Пирандело чувство на разминаване между идеал и реалност, което можем да видим и в неговото есе „Хуморът“ (L'Umorismo).
Началното си образование Пирандело получава вкъщи, като се е интересувал много от басни и легенди.
На 12 години вече е написал първата си трагедия – „Варварин“ („Barbaro“), която не е запазена. По настояване на баща си изучава технически науки, но впоследствие се насочва към хуманитарните, които са го привличали.
През 1880 г. семейството се мести в Палермо. Именно там Пирандело завършва средното си образование. Започва да чете всеобхватно, фокусирайки се най-вече върху италиански поети от XIX век и тогава започва да пише първите си поеми. През този период се влюбва в братовчедка си Лина.
През този етап от живота му започва да се проявяват първите различия между него и баща му. Лиуджи открива бележки, които доказват, че баща му е имал няколко извънбрачни връзки. За сметка на това, той изпитва изключително силно уважение и почит към своята майка, които изразява след нейната смърт в части от романа „Colloqui con i personaggi“.
Романтичните чувства към братовчедка му били приети сериозно от семейството ѝ. Те изискват от Луиджи да остави учението си, за да се посвети на бизнеса със сяра и незабавно да се ожени за нея. През 1886 г. по време на училищна ваканция, Луиджи отива в серните мини и започва да работи с баща си. Този опит ще повлияе значително на творчеството му. Предстоящият брак обаче е отложен.

### Образование и брак
През 1887 г. Пирандело отива в Рим, за да продължи образованието си. Рим, център на борбите за обединение, на които неговото поколение бурно се е посветило, обаче не отговаря на очакванията на Луиджи.

Впечатленията му от първата вечер в града са мрачни. Пирандело е изключително силен моралист. Той става свидетел на упадъка на своя чичо, участвал в борбите за обединение, който се е превърнал в посивял и изтощен чиновник. Това впечатление ще намери място в мрачните редове на първата му стихосбирка, която излиза през 1889 г. и е озаглавена „Радостна болка“ („Mal Giocondo“). Положителното от престоя му в Рим е възможността да посети множество театри, където всъщност се проявява неговата страст към драматургията. У него се ражда нова страст, която го обсебва:
| „ | О, драматичният театър ! Ще го завладея. Не мога да не вляза в някой от театрите без да почувствам странно усещане и бушуване на кръвта из вените ми. | “ |

Заради конфликт с професор по латински, той е принуден да напусне университета в Рим и отива в Бон, Германия. Престоят му там трае две години и е наситен с културен опит. Чете литературата на немските романтици – Лудвиг Тик, Шамисо, Хайнрих Хайне и Гьоте. През март 1891 г. получава докторантура по Романска филология.
За кратко бъдещият нобелист пребивава в Сицилия. Бракът с Лина окончателно е отменен и той се завръща в Рим, където попада в средите на писатели-журналисти, между които са Уго Флерес, Томасо Гноли, Луиджи Капуана.
През 1893 г. написва първия си роман „Marta Ajala“, публикуван през 1901 г. със заглавие „Изключена“ („l’Esclusa“). През 1894 г. публикува първия си сборник разкази „Любов без любов“ („Amori Senza Amore“). Същата година по настояване на баща си се оженва за срамежливо момиче – Антониета Портулано.
Въпреки пълното неразбиране на Антониета относно литературното призвание на мъжа ѝ̀, бракът им в първите години продължава сравнително спокойно с раждането на двамата им сина Стефано и Фаусто и дъщеря им Лиета. През тези години Пирандело е по-активен от всякога – участва в дискусии за изкуството, поддържа тесни връзки с редактори и журналисти от различни вестници и списания като „La Critica“, „La Rotonda Tavola“ и „Marzocco“.
От 1897 до 1922 г. преподава в „Istituto Superiore di Magistero“ в Рим като професор по италианска литература. Заедно с Итало Фалбо и Уго Флерес основава седмичника „Ariel“, където публикува първата си едноактна пиеса „Епилог“ („L’Epilogo“, поставена 12 години по-късно със заглавие „Заместникът“ – „La Morsa“).
1903 г. се оказва трагична за Пирандело – серните мини в Арагона, където баща му е инвестирал огромна част от своите капитали,
включително зестрата на Антониета, са наводнени. След като прочита писмото със съобщението за бедствието, Антониета изпада в психологически шок и психичното ѝ равновесие остава необратимо разклатено до смъртта ѝ̀.
Самият Луиджи, който първоначално е имал склонност към самоубийство, опитва да се справи със ситуацията, като залага вещи в заложна къща, увеличава уроците по италиански и немски език и пише молби за обезщетение до някои списания, за които е работил без хонорар.
В сп. „New Anthology“ започват да се появяват части на романа „Покойният Матиа Паскал“ („Il Fu Mattia Pascal“), който Пирандело е пишел, докато се е намирал в това тежко положение. (Трябвало е да се грижи за тежко болната си жена, след като цял ден е бил на работа.) Романът съдържа предимно автобиографични елементи, които били пресъздадени фантастично и затова и творбата постига моментален успех. В този роман отчетливо звучи характерната за Пирандело тема „лица и маски“. Романът достига и до Германия, където е преведен. Благодарение на този успех, Пирандело получава възможността да публикува и в по-реномирани и важни издателства. През 1906 г. публикува сборник с разкази „Ерма Бифронте“ („Erma Bifronte“), а през 1908 г. сборникът с есета „Изкуство и наука“ („Arte e Scienza“) и легендарното есе „Хуморът“ („L’Umorismo“), в което Пирандело спори с Бенедето Кроче относно възгледите му за литература и изкуство.
През 1909 г. излиза първата част на романа „Стари и млади“ („I Vecchi e I Giovani“). Това е роман за „фалита на патриотизма“ и „провала на трите мита: обединението, единството на Италия и социализма“, заменени с „безнадеждна празнота, без възможност за обратно откупуване“. През същата година започва да сътрудничи на престижното списание „Corriere della Sera“, където непрекъснато публикува разкази – „Хартиеният свят“ (Mondo di Carta), „Бурканът“ (La Giara), „Помисли отново, Джакомино!“ (Pensaci, Giacomino!). В този етап от живота си Пирандело е постигнал значителна слава, но личният му живот е разклатен от обсебващата ревност на съпругата му, която дори е проявявала физическа агресия.
През 1911 г. завършва четвъртия си роман „Съпругът“ („Suo Marito“), който е публикуван анонимно, а през следващите няколко години издава едни от най-добрите си разкази, считани за класика в италианската литература (в сборника „La Vendetta del Cane“). През 1915 г. излиза романът „Снима се филм“ („Si gira“). Същата година триактната пиеса „Ако не ви харесва това…“ („Se non e’ cosi’…“) е поставена на сцена.

### През Първата световна война
1917 г. сборникът с разкази „И утре, понеделник“ е публикуван, но тази година е белязана най-вече от важни театрални интерпретации: „Così è (se vi pare)“ (Така е, ако си мислите, че е така), „Il Piacere dell'onestà“ (Удоволствието от честността). Година по-късно разказите „Ma non è una cosa seria“ (Не е нищо сериозно) и „Il Gioco delle parti“ (Играта на роли) също са поставени на сцена.
През 1919 г. жената на Пирандело постъпва в психиатрична клиника. След раздялата с жена си, въпреки нейната жестока ревност и
халюцинации, той все още изпитва силни чувства към нея. През цялото време продължава да вярва, че ще може да се грижи за нея вкъщи, но тя никога не напуска клиниката.
1920 г. е годината на комедиите: „Цялото право“ („Tutto per bene“), „Както преди, по-добре от преди“ („Come prima meglio di prima“) и „Госпожа Морли“ („La Signora Morli“). През 1921 г. пиесата „Компанията на Дарио Никомеди“ („Compagnia di Dario Niccomedi“) е поставена на сцената на театър „Valle di Roma“, както и „Шест лица търсят автор“ („Sei Personaggi in Cerca d’Autore“).
Премиерата на „Шест лица…“ е съпроводена с небивал скандал: яростният спор между привържениците и противниците на спектакъла продължава на улицата и се превръща в истинска битка, след която мнозина се връщат вкъщи с разбити носове. Авторът присъства заедно с дъщеря си Лиета и двамата са принудени да избягат през страничния изход.
Критиката също е безмилостна към „Шест лица…“ Когато обаче пиесата се поставя в Милано, постига триумфален успех, а впоследствие е разпространена във Франция, после в Лондон и Ню Йорк, а след това – по целия свят.
„Шест лица търсят автор“ е част от трилогия, заедно с пиесите „Всеки по свой начин“ („Ciascuno a modo suo“, 1924), където също се използва техниката „театър в театъра“ и „Тази вечер се импровизира“ („Questa sera si recita a soggetto“, 1930).
Всички разкази, написани до този момент, Пирандело събира в „Новели за една година“ през 1922 г. Светът, който описва в тях, е страшен: серни мини, в които хора работят до краен предел хора – „Чаула открива луната“; нощни влакове с уморени пътници – „Нощ“; старици, които заспиват в среднощни кафенета, а край тях свирят слепи музиканти. Героите губят единството на личността си и трябва да надянат маски, за да имат лице. Това са хора, които „не живеят живота си“ – в „Гардероб на красноречието“ – Джеронимо е такъв, какъвто го правят подарените дрехи.
Лудостта като изход е често срещан мотив в творчеството на Пирандело. В шедьовъра „Хенрих ІV“ („Enrico IV“, 1922) лудостта не е само временна маска, но и желан финал. Хенрих ІV построява около себе си илюзорен свят и се укрива в него – не само съветниците и пажовете са с маски, но роли трябва да играят всички, които го посещават. След отърсването от болестта, лудостта се превръща в добре обмислена стратегия. Тя е онази последна маска, която у Пирандело притежава огромна освобождаваща сила. Лудият на Пирандело може да накара света да коленичи пред него.

### В епохата на фашизма
През 1925 г. Пирандело, с помощта на Мусолини, става артистичен директор на „Teatro d’Arte di Roma“. Връзката му с Мусолини често предизвиква дебати – за някои тя е стъпка в кариерата му, давайки на него и на ръководения от него театър публичност и субсидии, за други – писателят споделя фашистката идеология.
Благодарение на Мусолини творчеството на Пирандело е представено в Лондон, Париж, Виена, Прага, Будапеща, Германия, Аржентина и
Бразилия и му носи световна слава. По-късно той дори подарява медала от Нобеловата награда на фашисткото правителство – да бъде стопен в подкрепа на присъединяването на Абисиния към Италия.
Пирандело се определя като неутрален на политическа тематика – той казва, че е човек, принадлежащ на света. Но факт е, че писателят има постоянен конфликт с известни фашистки лидери. През 1927 г. накъсва на парчета своята фашистка членска карта пред смаяния генерален секретар на фашистката партия. Пирандело е под строг надзор от тайната фашистка полиция OVRA до смъртта си. През 1933 г. Мусолини обвинява драматургията в лицето на Пирандело и театъра на гротеската, че е мрачна и нереалистична.
В разказа „Някой се смее“ е описана кошмарна картина на едно фашистко сборище. Всичко е като в страшен сън – подозрението към другите, страхът да не бъдеш заподозрян, лицата, покрити с маски.
Между 1925 и 1926 г. Пирандело публикува на епизоди в сп. „Fiera Letteraria“ последния си, може би най-велик роман „Един, никой, сто хиляди“ („Uno, Nessuno e Centomila“).
През 1930 г. написва пиесата „Каквато ме пожелаеш“. Редица произведения на Пирандело са екранизирани: „Пътешествието“ („Il viaggio“) – продукция на Италия и Франция, 1974, с участието на София Лорен и Ричард Бъртън; „Хаос“ на братя Тавиани и др.
През 1934 г. е удостоен с Нобелова награда за литература: „за ролята му в разрушаването на старата сълзлива еснафска драматургия с позитивистка подплата“. Някои считат трагичните фарсове на Пирандело за предшественици на Театъра на абсурда.

Умира сам в дома си в Рим на 10 декември 1936 г. В завещанието му е написано: 
| „ | Кажете на приятелите и на неприятелите, на всички вестници да не говорят за моята смърт, да не ме споменават дори… Никой да не ме придружава. Искам да бъда изпепелен и прахът ми да бъде хвърлен на вятъра, ако може, при нашето море край Сицилия. | “ |

Единствените същества, които го изпращат, са каруцарят и един кон.

## Луиджи Пирандело в България
Поетът Христо Фотев му посвещава стихотворението си „Животът – не смъртта...“.
През 2007 г. е издадена и критическа книга от Антоанета Дончева със заглавие „Маската“ – свобода и затвор; Проблемът за идентичността в творчеството на Луиджи Пирандело.
В Народния театър „Иван Вазов“ през 2014 г. е поставена пиесата му „Каквато ти ме искаш“. За нея Теди Москов получава наградата „Аскеер“ за режисура през 2015 г.

### Пиеси
- 1916: Liolà („Лиола“)
- 1917: Così è (se vi pare) (So It Is (If You Think So)) („Така е, ако си мислите, че е така“)
- 1917: Il piacere dell'onestà (The Pleasure of Honesty) („Удоволствието от честността“)
- 1918: Il gioco delle parti („Правилата на играта“)
- 1919: L'uomo, la bestia e la virtù („Човекът, звярът и добродетелта“)
- 1921: Sei personaggi in cerca d'autore („Шест лица търсят автор“)
- 1922: Enrico IV („Хенри IV“)
- 1922: L'imbecille („Идиотът“)
- 1922: Vestire gli ignudi (Clothing The Naked) („Да облечеш голия“)
- 1923: L'uomo dal fiore in bocca („Човекът с цвете в уста“)
- 1923: La vita che ti diedi („Животът, който ти дадох“)
- 1924: Ciascuno a suo modo („Всеки по пътя си“)
- 1927: Diana e la Tuda („Диана и Туда“)
- 1930: Questa sera si recita a soggetto (Tonight We Improvise) („Довечера ще импровизираме“)

### Романи
- 1902: Il turno („Завоят“)
- 1904: Il fu Mattia Pascal („Покойният Матиа Паскал“)
- 1908: L'esclusa (The Excluded Woman) („Изключена“)
- 1911: Suo marito (Her Husband) („Съпругът“)
- 1913: I vecchi e i giovani („Старите и младите“)
- 1925: Quaderni di Serafino Gubbio (Serafino Gubbio's Journals) (“Дневниците на Серафино Губио“)
- 1926: Uno, nessuno e centomila (One, No one and One Hundred Thousand) („Един, никой, сто хиляди“)

### Разкази
- 1922 – 37: Novelle per un anno („Новели за една година“) – 15 тома разкази

### Поезия
- 1889: Mal giocondo (Playful Evil) („Игривият дявол“)
- 1891: Pasqua di Gea („Великден на Гея“)
- 1894: Pier Gudrò, 1809 – 1892 („Пиер Гудро“)
- 1895: Elegie renane, 1889 – 90 („Рейнски елегии“)
- 1901: Zampogna („Гайдата“)
- 1909: Scamandro („Скамандър“)
- 1912: Fuori di chiave (Out of Tune) („Извън хармония“)

### Преводи на български език
- Избрани творби (вкл. „Новели за една година“, „Покойният Матиа Паскал“, „Шест лица търсят автор“, „Хенрих IV“). Превод от италиански Светозар Златаров. София: Народна култура, 1975
- Някой, никой, сто хиляди. Роман. София, 2003
- Лиола. Комедия. Превод от сицилиански Даниела Илиева. София: Изток-Запад, 2012
- „Върти се!“ („Записките на оператора Серафино Губио“), превод от италиански Огнян Стамболиев, сп. „Съвременник“, 2013, кн. 2

## За него
- Антоанета Дончева, Маската – свобода и затвор (Проблемът за идентичността в творчеството на Луиджи Пирандело). ИК „Изток Запад“, 2007